# موريس سينيه
موريس سينيه: (بالفرنسية: Maurice Sinet)‏ (ولد في 31 ديسمبر 1928 - 5 مايو 2016) معروف باسم سينيه Siné، رسام كاريكاتير سياسي فرنسي. عُرِف بأعماله المناهضة للاستعمار والرأسمالية ورجال الدين وأعمالِه ذات النزعة الفوضوية (الأناركية).

## النشأة
ولد سينيه في باريس وعاش طفولته فيها. توفي والده صغيراً ما اضطره إلى العمل في سن مبكرة الأمر الذي أثر على نظرته للدولة والعدالة والأمن. وأخذ اسمه (سينيه) من زوج أمه ألبير سينيه الذي طلّقت منه وتزوجت من رجل آخر.
درس في شبابه فن الرسم بينما كان يكسب قوته من العمل كمغنٍّ في أحد الملاهي، وتأثر برسام الكاريكاتير اليهودي الأمريكي من أصل روماني (شاؤول شتاينبرج) والذي أصبح مصدر إلهامه الفني.

## العمل
بعد إنهائه الخدمة العسكرية والتي قضى معظمها في السجن بدأ العمل بالرسم حيث نُشرت رسومه الأولى عام 1952 في مجلة French Dimanche الأسبوعية الفرنسية المهتمة بأخبار المشاهير.
تلقى سينيه جائزة Grand Prix de l'Humour Noir (الجائزة الكبرى للفكاهة السوداء) عن مجموعة أعماله Complainte sans Paroles (شكوى بلا كلام) وذلك عام 1955.بعد ذيوع اسمه بسبب رسومه عن القطط انتقل للعمل في مجلة l'Express الأسبوعية كرسام كاريكاتير سياسي.
وبسبب معاداته للاستعمار ظهرت أفكاره المعارضة للحرب الجزائرية وقدم للمحاكمة عدة مرات وقام بالدفاع عنه جاك فيرجيه المحامي الذي كان يدافع عن جبهة التحرير الوطني الجزائرية.
غادر مجلة l'Express عام 1962 وأسس جريدته الخاصة Siné Massacre (مذبحة سينيه) الذي أظهر فيها نزعته الفوضوية (الأناركية) ومعاداته للاستعمار والصهيونية والرأسمالية ورجال الدين. في عام 1968 أطلق مع جان جاك بوفير الصحيفة الساخرة L'Enragé والتي تعني (الغضب)

## عمله في صحيفة "شارلي إيبدو
التحق عام 1981 بصحيفة شارلي إيبدو وفي عام 1982، اتهم بالتحريض على الكراهية العنصرية بسبب تصريحات قيل عنها إنها «معادية للسامية» وقدم اعتذاراً نشر في صحيفة لوموند.
في عام 2008 كتب سينيه ونشر رسوماً في جريدة «شارلي إيبدو» تتعلق بـِ جان ساركوزي نجل الرئيس الفرنسي نيكولا ساركوزي يتهمه فيها بأنه اعتنق الديانة اليهودية وتزوج من الثرية اليهودية جيسيكا سيبو دارتي لدوافع مادية. واعتبرت هذه الرسومات والتصريحات «معادية للسامية» وطلب منه (فيليب فال) أحد مؤسسي جريدة «شارلي إيبدو» تقديم اعتذار عن ذلك وإلا سيتعرض للمحاكمة. سينيه قال: إنه يفضل أن يخصي نفسه على أن يقدم اعتذاراً. وطُرد سينيه من الجريدة.
المحاكمة
استدعي سينيه في 9 أيلول -سبتمبر 2008 إلى الغرفة الجنائية السادسة التابعة للمحكمة العليا في ليون بتهمة «التحريض على الكراهية العنصرية» في 24 شباط -فبراير 2009، تمت تبرئته في ليون، واعتبر القضاة أن سينيه كان يمارس حقه في السخرية.
في 30 تشرين الثاني - نوفمبر 2010 أدانت محكمة باريس العليا جريدة«شارلي إيبدو» لإساءة التصرف أخلاقياً ومالياً مع سينيه وغرمت الجريدة بـ 40000 يورو لصالح سينيه.
استأنفت الجريدة الحكم في 2012 ولكن محكمة استئناف باريس ثبتت الحكم وزادت مبلغ الغرامة إلى 90000 يورو.
تم نشر تهديد بالقتل بحق سينيه على موقع (رابطة الدفاع اليهودية) ومقرها مدينة نيويورك في الولايات المتحدة، وجاء في نص التهديد «20 سنتيميتراً من الستانلس ستيل في الأحشاء ستعلم الأوباش أن يتوقفوا عن التفكير»